# Johnny Preston
Johnny Preston, född 18 augusti 1939 i Port Arthur, Texas, död 4 mars 2011 i Beaumont, Texas, var en amerikansk sångare med hits som bl.a. "Running Bear" och "Cradle of Love" m.fl.
Preston hade bypass-kirurgi under 2010. Han dog av hjärtsvikt i Beaumont i Texas fredagen den 4 mars 2011 vid en ålder av 71, efter år av hjärt-sjukdomar.

## Diskografi
Album
- 1960 – Running Bear
- 1960 – Come Rock with Me

Singlar (topp 100 på Billboard Hot 100)
- 1959 – "Running Bear" (#1)
- 1960 – "Cradle of Love" (#7)
- 1960 – "Feel So Fine" (#14)
- 1961 – "Leave My Kitten Alone" (#73)
- 1961 – "Free Me" (#97)